# Capkovo
Capkovo (1244 m) – szczyt w Niżnych Tatrach na Słowacji.
Wznosi się w lewych zboczach Michalovskiej doliny będącej lewym odgałęzieniem dolnej części Bocianskiej doliny. Do Michalovskiej doliny opadają jego południowo-zachodnie stoki. Tworzy kilka krótkich grzbietów. Grzbiet południowo-wschodni kończy się szczytem Urdanová w lewych zboczach Doliny Bocianskiej, grzbiet północno-wschodni wzniesieniem Veľký vrch nad Kotliną Liptowską. W kierunku północno-zachodnim tworzy jeszcze 3 inne krótkie grzbiety, między które wcinają się trzy suche dolinki wciosowe. Od tej strony Capkovo wznosi się nad wsią Liptovská Porúbka. Grzbiet południowo-zachodni poprzez bezimienną przełęcz łączy się ze szczytem Bukovica.
Masyw Capkovo zbudowany jest ze skał wapiennych. Liczne ich odsłonięcia znajdują się na szczycie i grzbietach Capkowa, liczne turnie i wychodnie znajdują się także na zboczach. Poza tymi skalnymi odsłonięciami jest całkowicie porośnięty lasem. Większa część masywu znajduje się na obszarze Parku Narodowego Niżne Tatry, tylko dolna część stoków północno-zachodnich nad wsią Liptovská Porúbka znajduje się poza granicami parku.